# Groupe La Française
Pour les articles homonymes, voir La Française.
Le Groupe La Française est une société de gestion d'actifs française créé en 1975 et développant des expertises spécifiques pour compte de tiers. En 2018, le Groupe La Française est classé 168e société de gestion au monde en termes d'encours sous gestion. 

## Histoire
- 1975 Création de l’UFG (Union Française de Gestion)
- 2000 création de LFP (La Française des Placements)
- 2009 Rapprochement entre UFG et LFP
- 2011 UFG-LFP change de nom et devient La Française AM
- 2013 La Française AM devient le Groupe La Française articule son activité sur 3 piliers
- 2014 La Française accentue son développement à l’international en s’appuyant sur des partenariats : Tages, Forum Partners, IPCM
- 2015 La Française a 40 ans, change d’identité graphique et dessine son organisation sur 4 piliers : valeurs mobilières, immobilier, solutions d’investissement et financement direct de l’économie
- 2016 Lancement de Moniwan by La Française[2], première plateforme de distribution de solutions d'investissement en immobilier collectif 100% dématérialisée, destinée aux particuliers
- 2019 Acquisition du Groupe Veritas[3](Veritas Investment GmbH et veritas institutional GmbH), basé à Francfort et à Hambourg
- 2019 Ouverture de Newtown square, nouvel acteur de cotravail et Flex office[4]

## Présentation
Le Groupe La Française est ancré sur quatre pôles d’activité :
- Valeurs mobilières (La Française GAM)
- Immobilier (La Française GREIM)[6]
- Solutions d’investissements (La Française GIS)[7]
- Financement direct de l’économie (La Française GDF : NewAlpha AM, Acofi…)[8]

Le capital du Groupe La Française est réparti entre le Crédit Mutuel Nord Europe, ses dirigeants et salariés du groupe.
Le Groupe La Française est filiale du Groupe Crédit Mutuel Nord Europe.
Au 31 mars 2019, ses encours représentent 68,1 milliards d'euros :
- 32,9 milliards d'euros en valeurs mobilières (Gestion obligataire, Gestion diversifiée, Gestion d’actions, Multigestion alternative, Mandats et fonds dédié)
- 20,0 milliards d'euros en immobilier (Immobilier coté, Immobilier direct, Immobilier indirect)
- 13,0 milliards d'euros en solutions d’investissement (Gestion alternative, Solutions sur-mesure)
- 2,1 milliards d'euros en financement direct de l’économie (Incubation et financement de projets entrepreneuriaux, Capital investissement, Financement de procédures par un tiers, Prêts directs à l’économie)